# 大湯祭
大湯祭（だいとうさい）は、氷川神社で行われる神事の一つ（十日市とも呼ばれる）。

## 概要
11月30日から12月9日にかけて神事を行う。12月4日に祭具等の用意をし、12月7日には湯立神事と御供物調を、12月8日には内盛祭が行われ、ここまでを前斎と呼ぶ。12月10日には本祭である大祭礼、大湯御神事が行われる。翌12月11日には祭礼後御神事、御供物配分が行われ、これを後斎と呼ぶ。

## 歴史
簸王子社と位置づけられていた中川村氷川神社（中山氷川神社）で毎年12月10日に柴や薪を焼いて炉壇のようなものを踏むという祭礼が行われていた。いつの時代かは不明なものであるが、中川村氷川神社が大宮氷川神社に簸王子社を取り込まれる過程でこの神事は大宮氷川神社に吸収されていった。元々は修験者が行うような神事であったが、江戸時代の前期に、氷川神社の改革を行った神主の氷川内記という人物によってこの神事は清祓に変えられた。これによって修験者が行うような行事から仏教的要素を取り除いた純粋な神事となった。

## 語源
大湯祭では、12月1日から斎戒沐浴をして12月10日の本祭に備える。12月7日に湯立神事を行い、「試しの湯」を身にかける。斎戒沐浴が不十分であった場合、火傷する。この湯を「大湯」という。

## 祭日
11月下旬に神事に使用する薪を奥山から採取する。
11月30日から12月9にかけて前斎が行われる。
12月10日に本祭を行い、12月11日には後斎が行われる。

## 供物
- 米、酒、菱餅、海老、長芋、鮒串、百味膳（百取り膳）[7]